# Sonde ionique focalisée
Pour les articles homonymes, voir FIB.
La sonde ionique focalisée (FIB, pour l'anglais focused ion beam), est un instrument scientifique qui ressemble au microscope électronique à balayage (MEB). Mais là où le MEB utilise un faisceau d'électrons focalisés pour faire l'image d'un échantillon, la FIB utilise un faisceau d'ions focalisés, généralement du gallium. Il est en effet facile de construire une source à métal liquide (LMIS, pour l'anglais liquid metal ion source). Contrairement aux MEB, les FIB sont destructives. Par conséquent, leur domaine d'application est plus la microfabrication que la microscopie. Les principaux domaines d'application sont la science des matériaux, en particulier le domaine des semi-conducteurs et des circuits intégrés.

## Instrumentation
Dans une source à métal liquide, le gallium est placé en contact avec une pointe de tungstène et chauffé. Le gallium mouille le tungstène et un champ électrique intense, supérieur à 108 V/cm, provoque une ionisation et une émission par effet de champ des atomes de gallium.
Les ions extraits de la source sont accélérés à une énergie comprise entre 1 et 50 keV, et focalisés ensuite par des lentilles électrostatiques. Une FIB moderne, du début du XXIe siècle, produit facilement sur un échantillon des dizaines de nanoampères (typiquement 50 nA) dans une sonde de quelques nanomètres (typiquement 7 nm). 

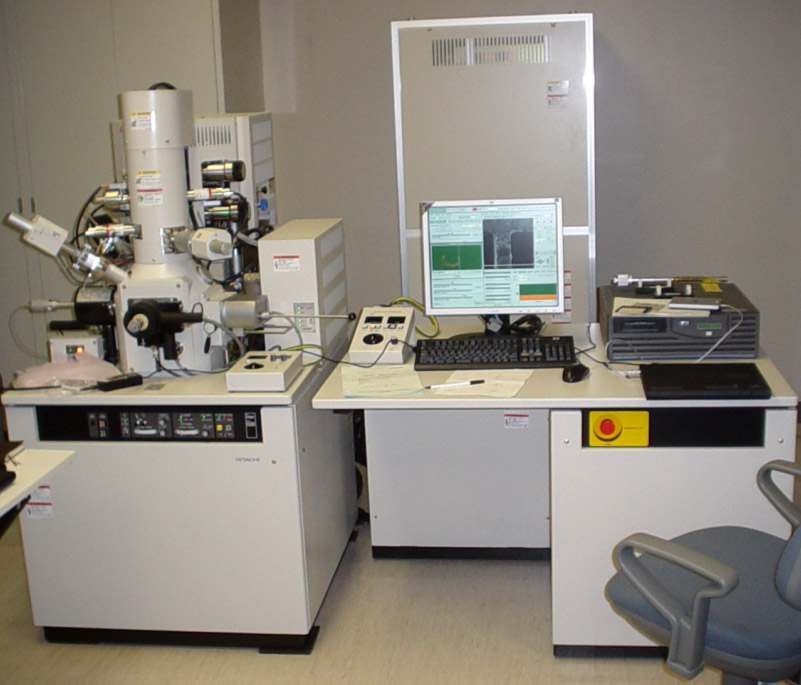
Une sonde FIB

Contrairement aux microscopes électroniques à balayage, les FIB sont destructives. Quand des ions gallium de haute énergie sont projetés sur un échantillon, ils pulvérisent les atomes de la surface de l'échantillon. En même temps, les atomes de gallium sont implantés dans les premiers nanomètres de la surface de l'échantillon qui est ainsi amorphisé.
Dans les instruments FIB dédiés à la microfabrication, il existe toujours une possibilité de visualiser l'échantillon usiné par microscopie à balayage, avec une détection d'électrons secondaires, comme dans la microscopie électronique à balayage. Ce peut être tout simplement la sonde ionique qui est utilisée pour générer les électrons secondaires, ou bien, la même chambre sous vide peut être dotée d'une colonne électronique ou plus généralement, la colonne FIB est montée en accessoire sur un microscope à balayage. On parle alors de dual beam.

## Applications

### Réparation et modification de circuits intégrés
En raison de l'effet de pulvérisation, la FIB est utilisée comme un outil de micro-fabrication, pour modifier ou pour usiner la matière à l'échelle micrométrique ou nanométrique.
Une FIB peut également être utilisée pour déposer des matériaux. On parle de « déposition induite par faisceau d'ions » (IBID pour l'anglais ion beam induced deposition). Il s'agit d'un dépôt chimique en phase vapeur assisté par FIB qui se produit lorsqu'un gaz comme l'hexacarbonyle de tungstène W(CO)6, introduit dans la chambre à vide, est adsorbé par l'échantillon. En balayant une zone de l'échantillon avec le faisceau d'ions, le gaz précurseur est décomposé et le tungstène, non volatil, reste déposé à la surface de l'échantillon. La couche de tungstène déposée protège l'échantillon de la pulvérisation du gallium. D'autres métaux que le tungstène, comme le platine, peuvent également être déposés par le même procédé.
La FIB est souvent utilisée, dans l'industrie des semiconducteurs pour réparer ou modifier un dispositif semi-conducteur. Par exemple, dans un circuit intégré, le faisceau de gallium peut être utilisé pour couper des connexions électriques non désirées ou pour déposer un matériau conducteur pour faire une connexion.

### Préparation d'échantillons pour microscopie électronique en transmission

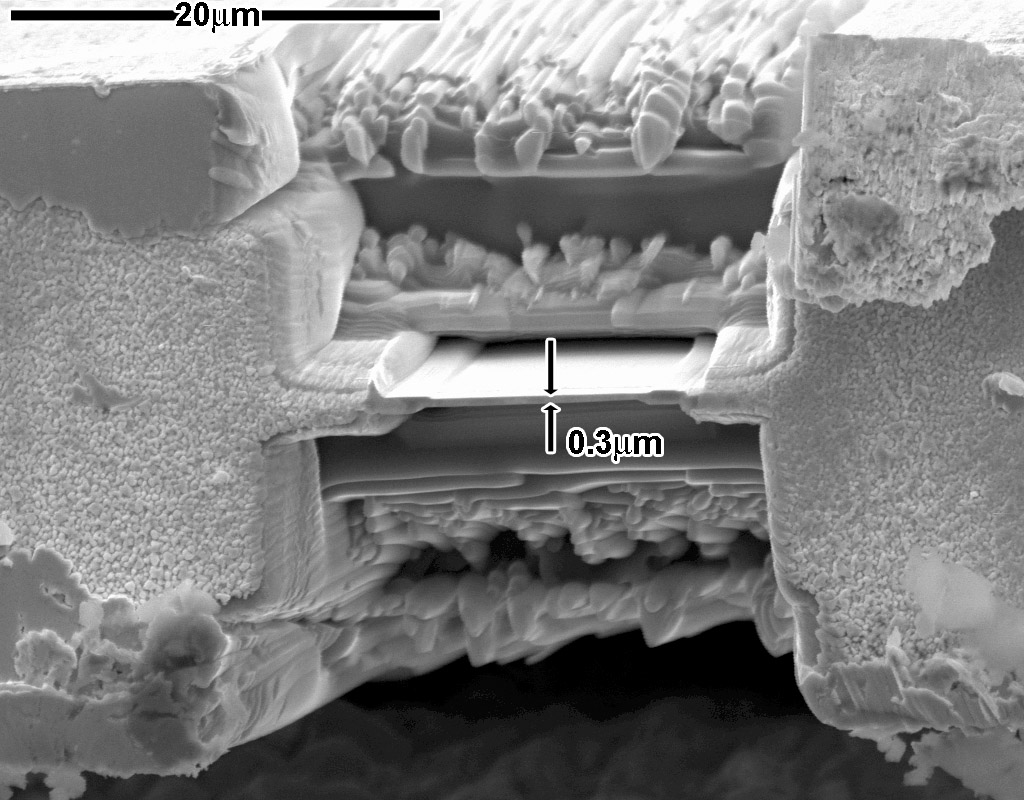
Image MEB d'un échantillon mince destinée à l'analyse par microscopie électronique en transmission et usiné par FIB.

Une application importante de la FIB est la préparation d'échantillons pour la microscopie électronique en transmission (MET, ou TEM pour l'anglais transmission electron microscopy). Le MET requiert des échantillons très minces, typiquement de 100 nm d'épaisseur. D'autres techniques peuvent être utilisées, mais la FIB convient tout à fait pour repérer et usiner ensuite l'échantillon avec une précision nanométrique. C'est très important pour l'analyse des défauts des circuits intégrés. Parmi les millions de transistors d'un circuit intégré, si un seul est défaillant, la FIB est le seul instrument capable de préparer un échantillon pour microscopie électronique et contenant ce transistor unique.
La contrepartie de la préparation de l'échantillon par FIB est l'altération de l'échantillon provoquée par l'implantation ionique. Ce défaut toutefois ne sera visible que dans l'observation à haute résolution du réseau cristallin. Un léger usinage ionique à l'argon de l'échantillon après sa préparation avec la FIB suffit pour nettoyer efficacement l'échantillon.

## Source
Toutes les informations contenues dans la version de février 2007 de cet article peuvent être retrouvées dans "M.Utlaut, Focused Ion Beams in Handbook of Charged Particle Optics, edited by Jon Orloff, CRC Press, 1997.